# Colotis vesta
Colotis vesta är en fjärilsart som först beskrevs av Reiche 1850.  Colotis vesta ingår i släktet Colotis och familjen vitfjärilar. Inga underarter finns listade i Catalogue of Life.

## Bildgalleri

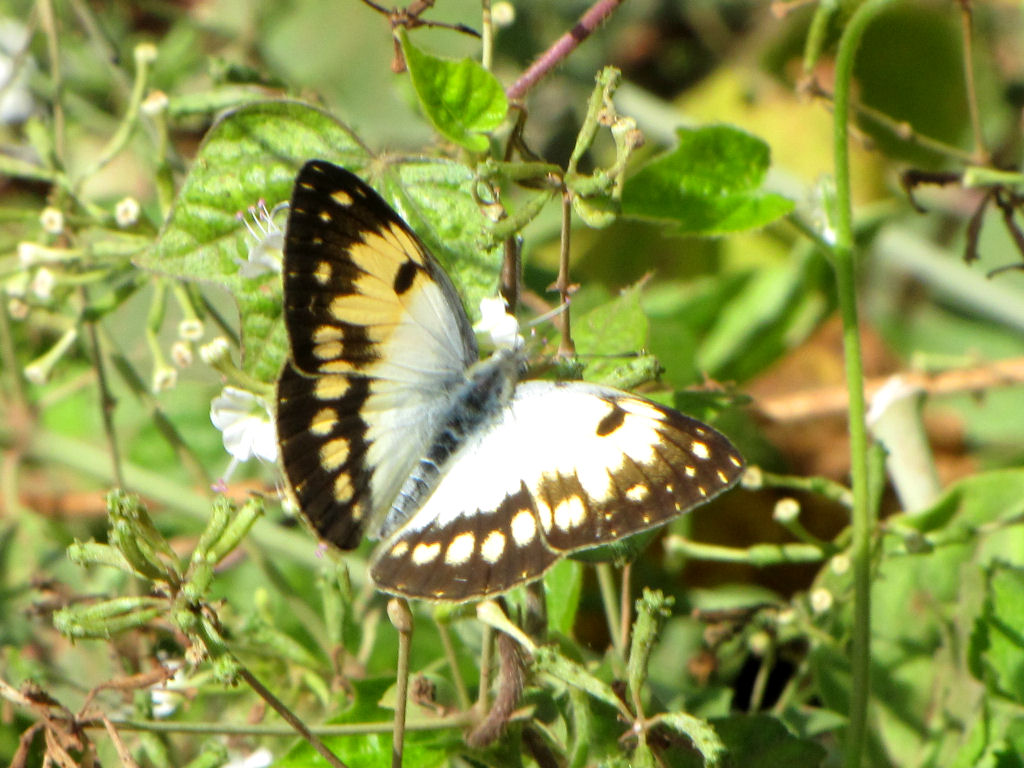
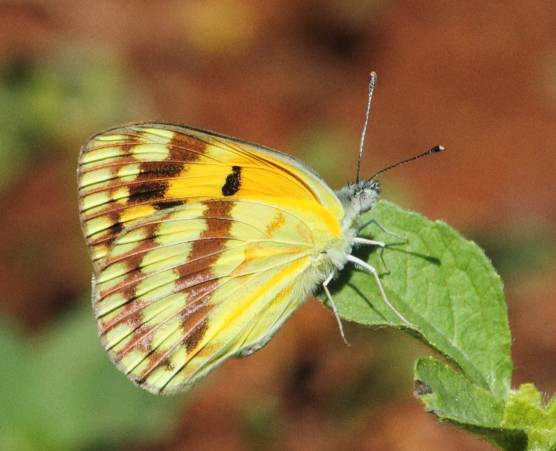